# Savage Garden (àlbum)
Savage Garden és l'àlbum epònim i de debut del duet australià Savage Garden. La seva publicació es va produir el 4 de març de 1997. Va aconseguir unes vendes mundials al voltant de 18 milions d'unitats.

## Llista de cançons
Totes les cançons estan escrites per Darren Hayes i Daniel Jones.

### Austràlia
| Núm.          | Títol                                              | Durada |
| ------------- | -------------------------------------------------- | ------ |
| 1.            | «To the Moon and Back»                             | 5:41   |
| 2.            | «Carry on Dancing»                                 | 3:45   |
| 3.            | «Tears of Pearls»                                  | 3:46   |
| 4.            | «I Want You»                                       | 3:52   |
| 5.            | «Truly Madly Deeply» (versió original australiana) | 4:37   |
| 6.            | «Violet»                                           | 4:04   |
| 7.            | «All Around Me»                                    | 4:11   |
| 8.            | «Universe»                                         | 4:20   |
| 9.            | «A Thousand Words»                                 | 4:00   |
| 10.           | «Break Me Shake Me»                                | 3:23   |
| 11.           | «Mine»                                             | 4:30   |
| 12.           | «Santa Monica»                                     | 3:37   |
| Durada total: | Durada total:                                      | 49:44  |

### Internacional
| Núm.          | Títol                                       | Durada |
| ------------- | ------------------------------------------- | ------ |
| 1.            | «To the Moon and Back»                      | 5:41   |
| 2.            | «I Want You»                                | 3:52   |
| 3.            | «Truly Madly Deeply» (versió internacional) | 4:38   |
| 4.            | «Tears of Pearls»                           | 3:47   |
| 5.            | «Universe»                                  | 4:20   |
| 6.            | «Carry on Dancing»                          | 3:45   |
| 7.            | «Violet»                                    | 4:04   |
| 8.            | «Break Me Shake Me»                         | 3:23   |
| 9.            | «A Thousand Words»                          | 4:00   |
| 10.           | «Promises»                                  | 3:31   |
| 11.           | «Santa Monica»                              | 3:34   |
| Durada total: | Durada total:                               | 44:35  |

| 12. | «Mine» | 4:30 |

### Gira asiàtica
Per donar suport a la seva gira asiàtica del 1999, Sony va llançar un doble CD especial per l'ocasió. El primer disc era el mateix que la versió estatunidenca de l'àlbum mentre el segon incloïa cançons extres.

#### Disc dos
| Núm. | Títol                                                | Durada |
| ---- | ---------------------------------------------------- | ------ |
| 1.   | «Mine»                                               | 4:30   |
| 2.   | «Love Can Move You»                                  | 4:47   |
| 3.   | «All Around Me»                                      | 4:11   |
| 4.   | «I'll Bet He Was Cool»                               | 3:58   |
| 5.   | «I Want You» (Xenomania Funky Mix)                   | 4:34   |
| 6.   | «To the Moon and Back» (Hani's Num Radio Edit)       | 3:57   |
| 7.   | «Truly, Madly, Deeply» (versió original australiana) | 4:37   |
| 8.   | «Break Me Shake Me» (Broken Mix)                     | 4:18   |

## Certificacions
| País            | Certificació |
| --------------- | ------------ |
| Austràlia       | 12x Platí    |
| Canadà          | 1x Diamant   |
| Nova Zelanda    | 8x Platí     |
| EUA             | 7x Platí     |
| Índia           | 6x Platí     |
| Singapur        | 6x Platí     |
| Regne Unit      | 4x Platí     |
| Filipines       | 4x Platí     |
| Suècia          | 3x Platí     |
| Malàisia        | 3x Platí     |
| Taiwan          | 3x Platí     |
| República Txeca | 2x Platí     |
| Dinamarca       | 2x Platí     |

| País       | Certificació |
| ---------- | ------------ |
| Finlàndia  | 2x Platí     |
| Indonèsia  | 2x Platí     |
| Mèxic      | 2x Platí     |
| Hong Kong  | 2x Platí     |
| Tailàndia  | 2x Platí     |
| Alemanya   | 1x Platí     |
| Grècia     | 1x Platí     |
| Itàlia     | 1x Platí     |
| Noruega    | 1x Platí     |
| Portugal   | 1x Platí     |
| Polònia    | 1x Platí     |
| Sud-àfrica | 1x Platí     |
| Suïssa     | 1x Platí     |

| País          | Certificació |
| ------------- | ------------ |
| Corea del Sud | 1x Platí     |
| Costa Rica    | 1x Platí     |
| Equador       | 1x Platí     |
| Japó          | 1x Platí     |
| França        | 2x Or        |
| Àustria       | 1x Or        |
| Països Baixos | 1x Or        |
| Espanya       | 1x Or        |
| Túrquia       | 1x Or        |
| Xile          | 1x Or        |
| Perú          | 1x Or        |
| Veneçuela     | 1x Or        |

## Premis
Aquest àlbum fou guardonat amb 8 premis ARIA l'any 1997, batent així el rècord de més premis per un grup en un sol any. Els premis van ser els de millor àlbum, millor senzill, millor grup, cançó de l'any, millor àlbum de debut, millor llançament independent, millor llançament pop i senzill més venut. En la següent edició dels premis, el disc va guanyar dos premis més, els d'àlbum més venut i l'Outstanding Achievement Award.

## Personal
- Darren Hayes - Cantant
- Daniel Jones - Teclats, sequencing, guitarres i veus addicionals
- Terapai Richmond - Bateria, percussió
- Alex Hewitson - Baix
- Rex Goh - Guitarres
- Jackie Orzaczky - Direcció d'orquestra
- Charles Fisher - Producció
- Chris Lord-Alge, Mike Pela, Oliver Jones - Mescles
- Vlado Meller - Masterització
- Yelena Yemchuk - Fotografia
- Aimee Macauley - Disseny